# Base Aérea El Libertador
 Base Aérea Libertador (BAEL), conocida en sus inicios como Base Aérea de Palo Negro localizada entre las poblaciones de Palo Negro y Maracay en el estado Aragua, constituye la mayor base aérea de Venezuela, tiene su origen la resolución N.º 707 del Ministerio de la Defensa, por la cual se creó la Base Aérea El Libertador, en honor al Padre de la Patria.  Inicia sus actividades en el año de 1952 con la construcción de la torre de control. Está previsto que los próximos años ser convierta en Aeropuerto Internacional, que servirá para prolongar el soporte de ciudadanos de toda la zona central de Venezuela y del estado Aragua como medio de transporte.
La base aérea tiene por misión principal y función garantizar a las unidades albergadas en ella el apoyo logístico necesario para el cumplimiento de sus entrenamientos y operaciones. En el caso de la Base Aérea El Libertador la necesidad y eficiencia de este apoyo adquiere características perentorias, puesto que su privilegiada posición estratégica, situada como está en el centro del país, permite a la Unidades de Combate o de Transporte que tienen allí su sede, concurrir rápidamente a cualquier sitio del territorio nacional, a cumplir la misión encomendada. Son también sus funciones: el control de las Unidades Aéreas dependientes del Comando de Base, y garantizar la seguridad del material volante y del personal de la Base.
Durante sus años de existencia, esta estratégica instalación militar ha cubierto varias páginas importantes de la historia de la Fuerza Aérea Venezolana;  pues en ella han tenido su sede los sistemas de caza F-86, con los cuales inició su funcionamiento, Canberra, De Havilland Vampire FB.Mk.52 / T.Mk.11, De Havilland Venom FB.Mk.54, los Grupos de Transporte con los sistemas Douglas C-47D Skytrain,
los Fairchild C-123B Provider ya desincorporados, los C-130, y últimamente los G-222 de fabricación italiana, y los sofisticados sistemas de CF-5, Dassault Mirage IIIEV, Dassault Mirage 5V/DV, Dassault Mirage 50EV/DV y General Dinamic F-16. Allí también tienen su sede los Servicios de Mantenimiento, Abastecimiento y Electrónica. la Escuela de Tropas Aeronáuticas y los organismos directamente adscritos al Comando de la Base, tales como los de Operaciones, Servicios, Policía Aérea y el Núcleo Inicial de la Defensa Aérea.

## Antecedentes históricos
El estudio de la Base Aérea El Libertador, conocida en sus inicios como Base Aérea de “Palo Negro”, tiene que hacerse tomando en consideración el desarrollo experimentado a lo largo del tiempo por la Aviación Militar Venezolana. Al ser decretada la creación de la Escuela de Aviación Militar, en Maracay, en el año 1920, fue suficiente acondicionar una pequeña pista, cuya extensión aproximada era de 400 metros de largo por 400 metros de ancho. Más tarde, con el progreso alcanzado por la Aviación, y fundamentalmente con la adquisición de un nuevo material volante, las pistas de aterrizaje se fueron ampliando y tomando la forma de aeródromos. Una de las primeras instalaciones de esta clase fue la Base de Boca de Río, donde funcionó tanto la aviación militar como la aviación civil.
En la que respecta a la Base que está siendo historiada, cabe indicar que en el año 1952 se construyó en ella una torre de control, y dos años después, en 1955 tuvo allí su sede el Escuadrón C-36 conformado por aviones F-86. En ese mismo año comenzaron a incorporarse los aviones De Havilland Venom FB.Mk.54, de fabricación británica, que pasaron a constituir el Escuadrón de Caza n.º 34.

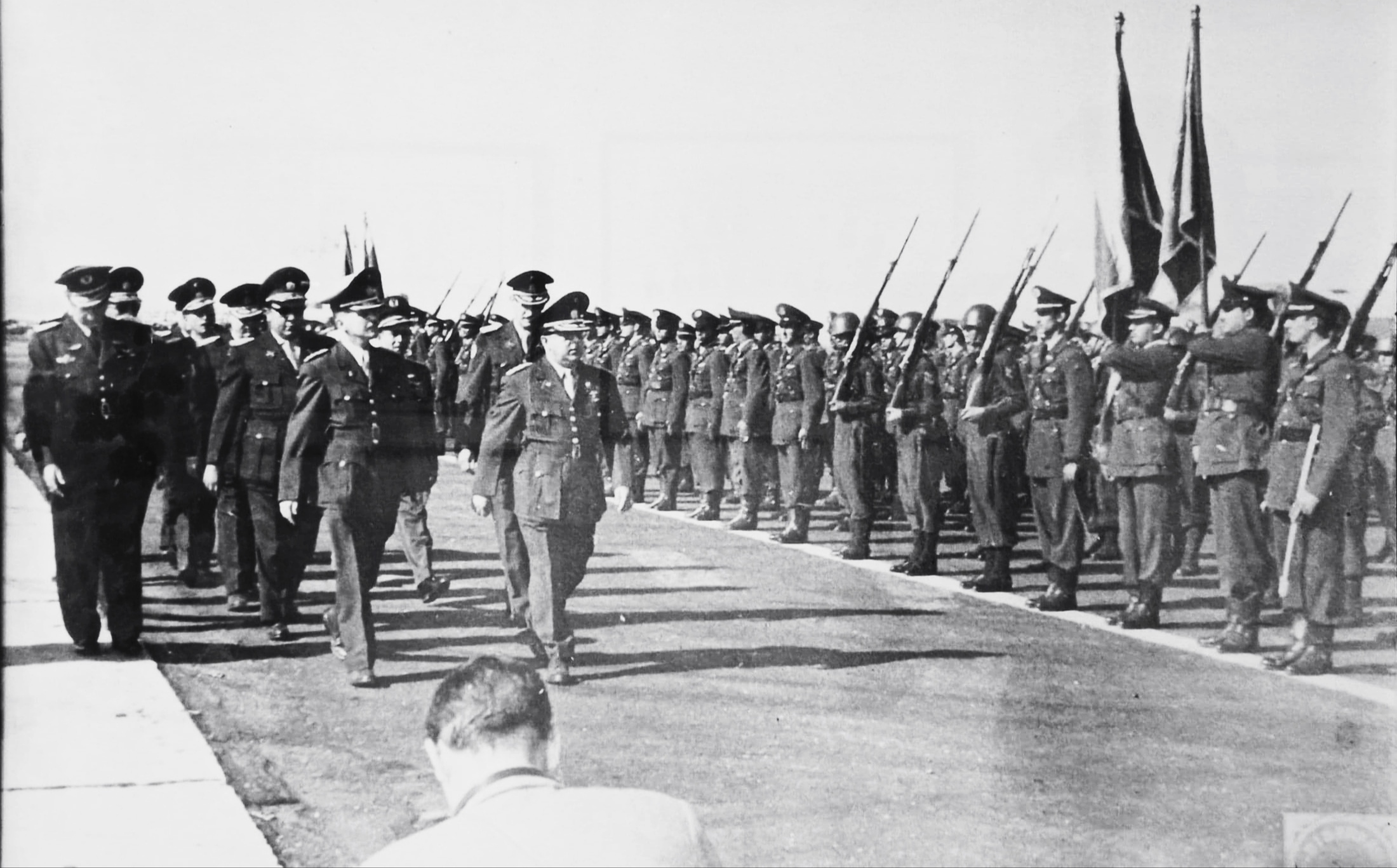
Marcos Pérez Jiménez pasando revista en la inauguración de la Base Aérea El Libertador

El 9 de diciembre de 1955, con motivo de celebrarse el XXXV aniversario de la Fuerza Aérea de Venezuela, el general Marcos Pérez Jiménez, entonces el presidente de la República,  inauguró las instalaciones de esta Base, y se designó como su primer comandante al teniente coronel (AV) Alberto Delgado Ontivero, quien venía ejerciendo el cargo de comandante del Escuadrón de Caza n.º 36 desde el 5 de julio de ese mismo año. Para ese entonces el coronel (AV) José Saúl Guerrero Rosales era el Comandante de la Aviación.
Los terrenos donde se encuentra la Base, conocidos como Potreros San Vicente, pertenecieron a la familia Martínez, hasta que fueron adquiridos por el Gobierno Nacional, en 1934, por la suma de Doscientos Ochenta Mil Bolívares.
Desde su primer momento se creyó que esa área era muy apropiada para ubicar un aeropuerto internacional, pero luego se desistió de esa idea, y la pista y demás instalaciones allí existente estructuraron la anatomía de una base, que por su antigüedad, constituyó la tercera del país, después de la Base Logística Aragua, donde se asentaba la vieja Escuela de Aviación Militar y de la Base Escuela Mariscal Sucre, en Boca de Río.
En 1958, mediante Resolución n.º A-57, de fecha 2 de diciembre, se cambió la denominación de esta base y se le llamó Base Aérea El Libertador para honrar la memoria del Padre de la Patria.

### Instalaciones ocupadas
Cuando se construyó la Base, en 1952 las únicas instalaciones existentes en ella fueron las siguientes:
- El edificio de la Torre de Control
- El edificio Sede del Escuadrón C-36
- El edificio Sede del Escuadrón n.º 34

En posterioridad a esa fecha, en 1955, al hacerse cargo del Comando de la Base, el teniente coronel (Av) Delgado Ontivero, comenzó de inmediato, con el apoyo del Servicio de Ingeniería, la construcción de los canales de desagüe y de las cercas perimétricas, a fin de deslindar legalmente el área que comprendía esta instalación militar.
Luego, conforme se verá posteriormente, se hizo un esfuerzo persistente a lo largo del tiempo, para ir construyendo las instalaciones que eran necesarias para albergar a las unidades, servicios y dependencias que fueron siendo asignados a la base, a medida que se producía la expansión orgánica de la fuerza.
Como ejemplo de ello, cabe señalar que en el año 1961 se encontraban alojadas en BAEL las siguientes Unidades:
- Escuadrón de Caza n.º 34
- Escuadrón de Vuelo “A”
- Escuadrón de Caza n.º 35
- Escuadrón de Caza n.º 36
- Escuadrón de Bombardeo n.º 39
- Escuadrón de Bombardeo n.º 40
- Escuadrón de Transporte n.º 1
- Escuadrón de Transporte n.º 2
- Escuadrón de Reconocimiento n.º 1
- Departamento de Personal y Administración

Obsérvese también que ese dispositivo continuó siendo incrementado notablemente; ya que en 1980 tenía su sede en la Base las siguientes Unidades orgánicas:
- Grupo Aéreo de Operaciones Especiales n.º 10
- Grupo Aéreo de Transporte n.º 6
- Grupo Aéreo de Caza n.º 11
- Grupo Logístico de Mantenimiento
- Grupo Logístico de Abastecimiento
- Grupo Logístico de Electrónica
- Grupo de Operaciones de Base
- Grupo de Policía Aérea
- Grupo de Servicio de Base
- Grupo de Apoyo Técnico
- Grupo de Apoyo y Reemplazo de Tropas de Aviación (GARTA)

### Actividades importantes
1 En el año 1962 se comenzaron los trabajos del área industrial de la base, con el fin de modernizar los sistemas de mantenimiento mayor del material volante; lo cual dio origen a lo que hoy conocemos como talleres de reparación de tercer escalón para aviones, taller de reparación de motores y accesorios, taller de pintura para aviones y dos hangares para mantenimiento.
2 En el año 1964, se realizó la construcción del teatro-capilla de la base, y se adquirió un lote de terreno de dos hectáreas adyacentes a la base, para la construcción de doce casa para el personal de empleados de BAEL.
3 En el año 1980, se cumplieron las siguientes actividades importantes:
- Activación de BAEL como Base Autónoma
- Activación de la Red Interna de Comunicación (radial)
- Inicio de la construcción de la subestación de electricidad
- Inicio de los trabajos de nuevo balizaje
- Remodelación de la Central Telefónica
- Remodelación de la torre de control
- Activación del Economato de la Base
- Finalización y asignación del dormitorio de Suboficiales
- Alumbrado de la avenida principal
- Reconstrucción de las vías de comunicación (avenida principal, moto-pool, etc.)
- Construcción de la Alcabala Principal
- Adquisición de tractotes para la limpieza de la Base
- Adquisición de vehículos de carga (la entrega de este material lo hizo el Hipódromo La Rinconada)

## Organización
Zona Aérea III.

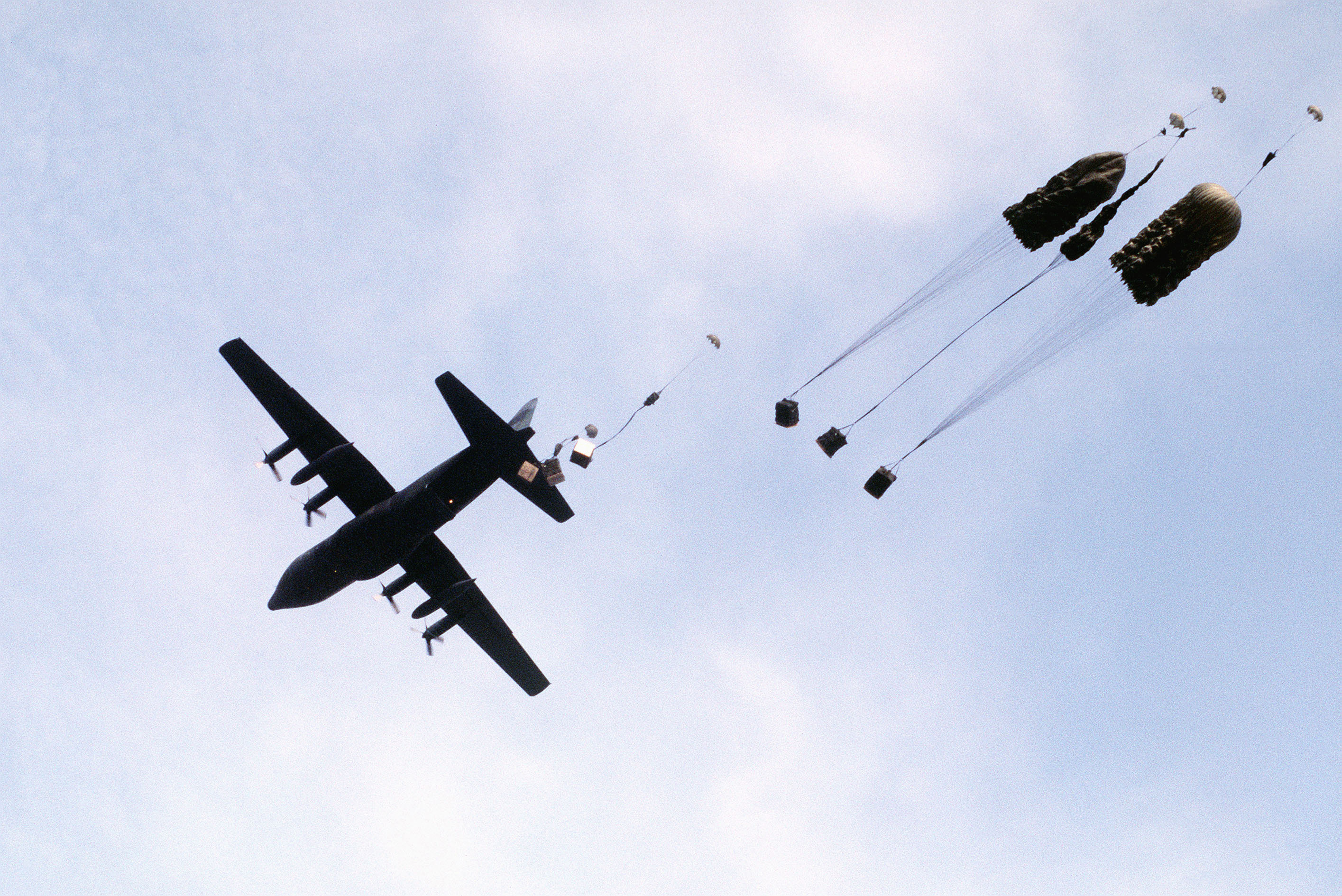
Un avión de transporte Hércules C-130

Cuartel General: Base Aérea "El Libertador", Palo Negro, Estado Aragua.
Jurisdicción: Región Central (Aragua, Carabobo, Guárico y Apure).
Unidades Asignadas:
- Grupo Aéreo de Transporte Nº 6:
- Escuadrón de Transporte N.º 1.
- Escuadrón de Transporte N.º 2.
- Escuadrón de Mantenimiento N.º 67.
- Materiales: Aeronaves Boeing B-707-320C, Lockheed Martin C-130H Hercules,Shaanxi Y-8F-200W, Alenia G.222, Short 360 y Cessna 182N Skylane.

Unidad:
- Grupo Aéreo de Operaciones Especiales Nº 10:
- Escuadrón de Operaciones Especiales N.º 101.
- Escuadrón de Operaciones Especiales N.º 102.
- Escuadrón de Búsqueda y Rescate N.º 104.
- Escuadrón de Mantenimiento N.º 107.
- Materiales: Aeronaves Eurocopter AS-332B Super Puma y Eurocopter AS-352AC Cougar.

Unidad:
- Grupo Aéreo de Caza Nº 16:
- Escuadrón de Caza N.º 161.
- Escuadrón de Caza N.º 162.
- Escuadrón de Mantenimiento N.º 167.
- Materiales: Aeronaves Lockheed Martin F-16A/B Fighting Falcon.